# Crocidura nigripes
Crocidura nigripes is een spitsmuis uit het geslacht Crocidura die voorkomt in de regenwouden van Noord- en Midden-Celebes. Er zijn verschillende ondersoorten in Noord- (nigripes) en Midden-Celebes (lipara). Deze soort is niet verwant aan de andere spitsmuizen van Celebes, die waarschijnlijk allemaal samen een klade vormen, maar aan verder naar het westen voorkomende spitsmuizen. C. nigripes is een middelgrote spitsmuis met een donkere vacht en zwarte voeten en een bijna onbehaarde staart. De kop-romplengte bedraagt 72 tot 86 mm, de staartlengte 50 tot 65 mm, de achtervoetlengte 13,1 tot 15,5 mm en het gewicht 8 tot 12 g. Het karyotype bedraagt 2n=38, FN=56.